# Pustelnik Halloween
Pustelnik Halloween (Ciliopagurus strigatus) wodny pustelnik z rodziny Diogenidae. Jest uważny za najbardziej kolorowe zwierzę z pustelników akwariowych.

## Charakterystyka
Pustelnik Halloween jest powszechnie spotykany w rafach koralowych. Uważa się, że pochodzi Hawajów, lub z Oceanu Indyjskiego.
Pustelnik Halloween ma zazwyczaj około 5 cm długości. Żyje najczęściej w pustych muszlach stożków. Może żyć do 10 lat.

### Dieta
Pustelnik Halloween jest wszystkożerny. Je prawie wszystko co znajduje się w jego otoczeniu. Je najczęściej detrytus i glony.